# 反手結
單結（英語：overhand knot）是一種最根本繩結，是很多其他繩結的基礎。單結十分牢固，故所用之處應該是永久不解的。單結常被用於防止繩尾散開。

## 腳註
1. ↑  . 童軍技能.   [2019-04-13]. （原始内容存档于2019-04-23）.